# Rediviva macgregori
Rediviva macgregori är en biart som beskrevs av John Whitehead och Steiner 2001. Rediviva macgregori ingår i släktet Rediviva och familjen sommarbin. Inga underarter finns listade i Catalogue of Life.